# Lolly (пісня)
«Lolly» (укр. Льодяник) — пісня американського артиста та музичного продюсера Maejor Ali (відомий також як Bei Maejor), за участі американського репера Juicy J та канадського співака Джастіна Бібера. Пісню випущено як сингл 17 вересня 2013 року. Пісня сягнула 19-ї сходинки в американському чарті Billboard Hot 100.

## Музичне відео
У музичному відео режисера Метта Алонзо Maejor Ali та Justin Bieber виконують пісню у неоновій студії, яка заповнена танцюристами, що облизують льодяники. Juicy J також представлений у відео.

## Треклист
| #  | Назва                             | Тривалість |
| -- | --------------------------------- | ---------- |
| 1. | «Lolly» (Edited)                  | 3:45       |
| 2. | «Lolly» (Explicit)                | 3:45       |
| 3. | «Lolly» (Ремікс) (за участі Vito) | 3:45       |

## Позиції в чартах
| Чарт (2013)                               | Найвища позиція |
| ----------------------------------------- | --------------- |
| Бельгія (Ultratop Flanders)               | 42              |
| Бельгія (Ultratop Wallonia)               | 49              |
| Данія (Tracklisten)                       | 8               |
| Франція (SNEP)                            | 119             |
| Швеція (Sverigetopplistan)                | 57              |
| Велика Британія (Official Charts Company) | 56              |
| США (Billboard Hot 100)                   | 19              |